# Sainte-Vaubourg

Sainte-Vaubourg este o comună în departamentul Ardennes din nordul Franței. În 1 ianuarie 2022 avea o populație de 83 de locuitori.